# Zuidwijk (Boskoop)
Zuidwijk is een voormalige Nederlandse gemeente in de provincie Zuid-Holland die lag ten zuidoosten van Boskoop. Voor 1812 was Zuidwijk een zelfstandige heerlijkheid maar in dat jaar werd het bij Boskoop gevoegd. In 1817 werd het weer een zelfstandige gemeente die in 1846 opnieuw bij Boskoop werd gevoegd. Zuidwijk grensde in het westen aan de Gouwe, in het noorden en oosten aan de Boskoopse polder Reijerskoop en in het zuiden aan Randenburg.
Zuidwijk was een hoge heerlijkheid die door de graven van Holland in leen werd uitgegeven. In 1282 was de leenman Daniel uten Werde die zowel over de heerlijke rechten als de bezitsrechten op het land zelf beschikte. In 1404 kwam de heerlijkheid in het bezit van de abdij van Egmond. Zuidwijk was toen 80 morgen groot. In de 17e kwam de heerlijkheid in handen van de familie Heereman die zich vervolgens Heereman van Zuydtwijck ging noemen.
In 1840 telde Zuidwijk 3 huizen en 25 inwoners. Thans zijn er een tiental woningen aanwezigen langs de weg 'Zuidwijk', volgens de plaatsnaamborden valt de voormalige gemeente thans geheel binnen de bebouwde kom van Boskoop. 